# Александр Одюбер

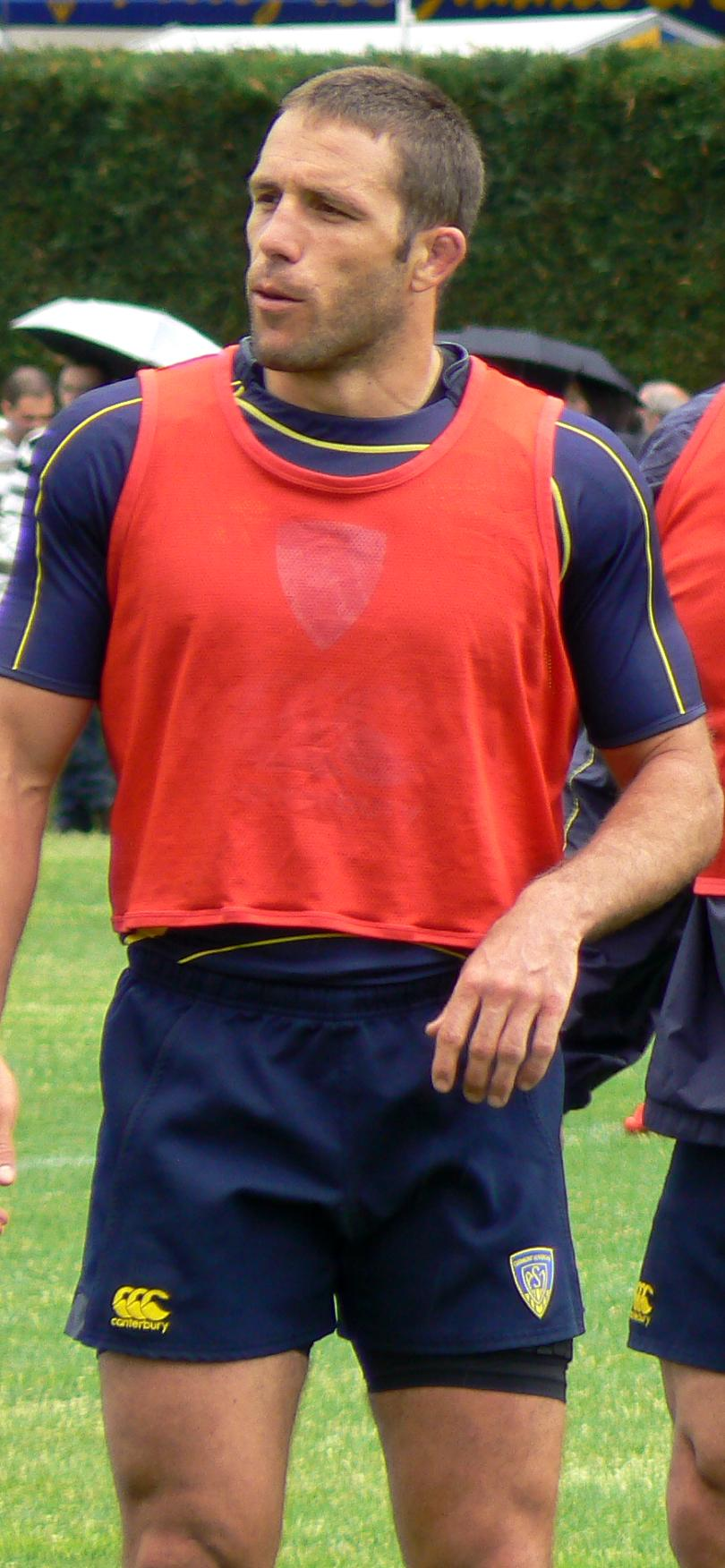

Александр Одюбер (фр. Alexandre Audebert; нар. 4 серпня 1977, Сюрен) — французький регбіст, колишній гравець Клермон Овернь. Дебютував 28 травня 2000 у Франції в матчі проти збірної Румунії в Бухаресті.